# 김충식 (1954년)
김충식(金忠植, 1954년 3월 11일 (음력 2월 7일) ~ , 전북)은 대한민국의 방송인이다.

## 학력
- 1972년 : 목포고등학교 졸업
- 1977년 : 고려대학교 철학 학사
- 1988년 : 중앙대학교 신문방송대학원 신문방송학 석사
- 2010년 : 게이오대학 박사(미디어 저널리즘 전공)

## 경력
- 1978년 ~ 1980년 : 동아일보 편집국 편집부 기자
- 1980년 ~ 1984년 : 동아일보 편집국 사회부 기자
- 1984년 ~ 1991년 : 동아일보 편집국 정치부 기자
- 1991년 ~ 1992년 : 동아일보 편집국 기획특집부 기자
- 1992년 ~ 1993년 : 일본 게이오대학교 객원연구원 파견연수
- 1993년 ~ 1993년 : 동아일보 수도권담당데스크
- 1993년 ~ 1995년 : 동아일보 논설위원
- 1995년 : 감사원 부정방지위원회 위원
- 1995년 ~ 1998년 : 서울특별시 국제화추진위원회 위원
- 1995년 : 동아일보 편집국 문화부장
- 1998년 ~ 1999년 : 동아일보 편집국 사회부장
- 1998년 ~ 1998년 : 교육인적자원부 교수임용제도개선위원회 위원
- 1999년 ~ 2002년 : 동아일보 논설위원실 논설위원
- 1999년 ~ 2000년 : 서울시 시정참여사업 논설위원실 심사위원
- 2001년 ~ 2002년 : 엠네스티 한국언론위원회 위원장
- 2002년 ~ 2005년 : 동아일보 도쿄지사장
- 2004년 : 일본 도쿄대東京大대학원 객원교수
- 2005년 : 동아일보 논설위원실 논설위원
- 2011년 1월 : 경원대학교 대외협력처장
- 가천대학교 글로벌캠퍼스 경상대학 신문방송학과 교수
- 2011년 3월 : 방송통신위원회 상임위원(차관급)
- 2012년 9월 ~ 2014년 3월 : 방송통신위원회 부위원장(차관급)
- 2015년 12월 : 가천대학교 대외부총장
- 가천대학교 사회과학대학 미디어커뮤니케이션학과 석좌교수
- 가천대학교 특임부총장
- 2019년 12월 ~ 2022년 12월 : 세종연구소 이사
- 2020년 12월 : 한일미래포럼 대표 겸 이사장

## 참고
- 1984년 : 한국기자상
- 1993년 : 한국기자상

| 전임 홍성규 | 제4대 방송통신위원회 부위원장 2012년 9월 24일 ~ 2014년 4월 25일 | 후임 허원제 |

| 전임 이계철 (방송위원회 위원장) | 방송통신위원회 위원장 직무대행 2013년 2월 25일 ~ 2013년 4월 17일 | 후임 이경재 |